# Nalin & Kane
Nalin & Kane ist ein deutsches Musikprojekt, das aus den Produzenten Andry Nalin (* 14. Mai 1969; bürgerlich Andreas Bialek) und Harry Kane (* 21. November 1966; bürgerlich Ralf Beck) besteht.

## Bandgeschichte
Ihren größten, internationalen Erfolg hatten sie im Sommer 1997 mit dem Song Beachball. Der Titel verkaufte sich Deutschlandweit 200.000 Mal. Auch unter den Pseudonymen Nalin Inc. und Yellow Cab veröffentlichten die beiden einige bis heute erfolgreiche Lieder, und als Produzenten waren die beiden nach Beachball auch mit einigen Solo-Projekten erfolgreich.

## Remixe
Nalin & Kane fertigten Remixe für Künstler wie B.B.E. (Deeper Love), Resistance D (Human), Kylie Minogue (Breathe), Lambda (Hold on Tight), Frankie Goes to Hollywood (Welcome to the Pleasuredome) und Jam & Spoon (Stella) an. Ihr bekanntester Remix war für Energy 52s Café Del Mar.

## Diskografie

### Alben
Nalin & Kane
- 2001: The Remixes

Nalin I.N.C.
- 2002: Different Affairs

### Singles
Nalin & Kane
- 1995: Krazy People
- 1996: Backfire
- 1996: Vol. III (enthielt Beachball/Unkle Aka)
- 1997: Beachball
- 1997: Talkin’ About
- 1999: Open Your Eyes
- 1999: Live At The Crystal Palace
- 2003: Beachball 2003 Disc 1 (The Underground Mixes 2003)
- 2003: Beachball 2003 Disc 2 (The Underground Mixes 2003)
- 2006: Open Your Eyes 2006 (And See The Child You Are)
- 2010: Beachball 2010

Nalin I.N.C.
- 1993: Apalusa (erschienen auf der Compilation-CD Unity Rave Compilation)
- 1994: Planet Orange
- 1995: Call U
- 1996: Condensed EP
- 1997: Planet Violet
- 1999: Magic Fly
- 2002: Scream
- 2002: African Harvest
- 2003: Planet Violet 2003

Yellow Cab
- 1995: Touch Myself